# 张璧 (明朝)
張璧（1474年—1545年），字崇象，號陽峰，湖廣荆州府石首縣（今湖北石首市高陵镇）人。明朝政治人物，正德辛未進士，嘉靖間官至禮部尚書兼東閣大學士。

## 生平
弘治八年（1495年）湖广乡试第十二名舉人。正德六年（1511年）会试第一百八名，二甲第六名进士，授翰林院編修。嘉靖元年（1522年）任经筵講官。二年七月升侍讲，升左谕德，六年十月升侍读学士，七年十二月以父丧守制回籍。服阕，十二年五月復除原职，经筵日讲如故。十四年二月与侍讲学士蔡昂主考礼部会试，五月升太常寺卿，仍兼旧職掌院事，十五年九月升礼部右侍郎兼学士，佐理部事。十六年二月升左侍郎，兼翰林院侍讲学士，经筵日讲如故。十八年二月选置东宫官僚，兼詹事府少詹事。
嘉靖十九年（1540年）六月，遷南京禮部尚書，二十二年六月改任禮部尚書兼翰林院学士，赴任北京，嘉靖二十三年（1544年）九月兼东阁大学士，进入内阁。此時正當大學士夏言、嚴嵩相持之際。二十四年（1545年）七月加太子太保，八月張璧卒于官，在任不足一年。朝廷賜祭葬，谥文简。

## 著作
著有《行书杂诗卷》。另有《阳峰家藏集》35卷，已失传。（《四庫全書存目叢書》集部66冊收有《陽峰家藏集》三十六卷，未知原編輯者以為《陽峰集》二十六卷已失傳所據為何？又，《明史．藝文志》著錄卷數為二十六卷。徐階《世經堂集》《陽峰家藏集後序》：宗伯大學士陽峯先生張公示階家藏集三十五卷。）
嘉靖四年（1525年），奉旨编成《南畿文衡》。
- 《过汲县柬方山》

方山天下士，司马暂投闲。
淇水寻真乐，斑栏奉寿颜。
官曾蒙帝简，名尚重朝班。
会见廷推日，纶书拟召还。

## 墓葬
张璧死後歸葬石首笔架山北麓。1971年冬，为了修建防空洞，墓地被挖，现场发掘出张壁朝服玉带板一副及金笄一支。

## 家族
曾祖张必顺，自南畿迁至湖廣，落户石首高陵岗。祖父张子言，天顺庚辰（1460年）进士，官至广东按察佥事。父张维，举人，官至山西参政。母王氏，封宜人。